# Zygocera concinna
Zygocera concinna är en skalbaggsart som beskrevs av Blackburn 1901. Zygocera concinna ingår i släktet Zygocera och familjen långhorningar. Inga underarter finns listade i Catalogue of Life.